# San Godenzo
San Godenzo és un comune (municipi) de la ciutat metropolitana de Florència, a la regió italiana de la Toscana, situat uns 35 km al nord-est de Florència, als Apenins septentrionals.
San Godenzo limita amb els municipis de Dicomano, Londa, Marradi, Portico e San Benedetto, Premilcuore, Santa Sofia i Stia.
Situat al peu del Monte Falterona, és un dels accessos al Parc Nacional de Foreste Casentinesi, Monte Falterona i Campigna.
A la frazione de Castagno d'Andrea hi va néixer el pintor renaixentista Andrea del Castagno.